# Zhoulai
inconnue – 529 av. J.-C.
Entités précédentes :
Entités suivantes :
- état de Wu

L'État de Zhoulai (chinois traditionnel : 州來) est un petit État chinois de la période des printemps et automnes, situé dans une zone stratégique de la vallée moyenne de la rivière Huai. Sa capitale homonyme est située dans l'actuel Xian de Fengtai, à Huainan. En raison de sa position stratégique, le Zhoulai contrôle la route la plus importante allant du Hubei à la mer Jaune.
Cela en fait une cible de l'État expansionniste de Chu, qui vainc et soumet le Zhoulai à la fin du VIIe siècle av. J.-C., afin d'avoir un accès vers l'est de la chine. Si, en théorie le Zhoulai conserve son autonomie et sa dynastie régnante, en pratique ce n'est plus qu'un gouvernement fantoche occupé militairement et administré par le Chu. Il survit dans cet état jusqu'en 529 av. J.-C., date a laquelle sa capitale est conquise par l'état de Wu et sa dynastie régnante officiellement déposée.

## Histoire
Les chroniques historiques chinoises de l'époque donnent très peu de détails sur l'état de Zhoulai, au point que l'on ignore sa date de fondation et quelle famille règne sur cet État.
Toute la vallée de la rivière Huai, y compris la zone qui va devenir l'état de Zhoulai, est à l'origine occupée par les peuples indigènes Huaiyi, qui forment une confédération vers 944 av. J.-C. Cette confédération est dirigée par l'État oriental de Xu et s'oppose à la dynastie Zhou, qui cherche à s'étendre vers l'est. Hanmo Zhang considère qu'il est probable que la fondation de l'État de Zhoulai remonte au VIIIe siècle av. J.-C.., au cours duquel la confédération susmentionnée se scinde en plusieurs entités.
Ce qui est certain, c'est qu'au début du VIIe siècle av. J.-C., l'État de Zhoulai existe déjà et occupe un territoire qui s'étend de Bozhou au nord jusqu’à Shouchun, au centre de l'Anhui, au sud. À l'ouest et au nord, il est bordé par plusieurs États vassaux des Zhou, tels que ceux de Chen et Cai, au sud par les États de Liu (六), Liao et Shu, et à l'est par les états de Zhongli et Xu, qui n'est plus a cette date qu'un État croupion.
La situation du Zhoulai devient critique à partir de 623 av. J.-C., lorsque l'état de Chu s'étend dans le cours supérieur de la rivière Huai et en devient un voisin direct. Alors que les chroniques historiques de cette période rapportent que le Chu conquiert de nombreuses localités à cette époque, rien n'est consigné sur le sort du Zhoulai. Blakeley considère cependant qu'il est probable qu'il ait été soumis entre 620 et 600 av. J.-C.. Au lieu de le détruire complètement, le Chu fait officiellement du Zhoulai l'un de ses états vassaux. Dans les faits, il semble qu'une fois passé sous la coupe du Chu, le Zhoulai soit devenu un gouvernement fantoche, puisque sa capitale est désormais considérée comme étant une ville et une base militaire Chu.
À partir de 584 av. J.-C., l'État de Wu conteste l'hégémonie du Chu dans la vallée de Huai et le Huainan, soit la zone au sud de la Huai. Durant les décennies suivantes, le Zhoulai est attaqué à plusieurs reprises par les forces Wu, ce qui amène le Chu à renforcer les fortifications de ce pseudo-État en 537 av. J.-C.. Cinq ans plus tard, le Chu force le Zhoulai a céder ses territoires du nord à l'État de Xǔ, qui est alors installé à Bozhou. En 529 av. J.-C., le pseudo-état de Zhoulai, totalement incapable de se défendre, est conquis par le Wu. La fiction d'état cesse d'exister lorsque le roi du Wu dépose la dynastie dirigeante et intègre ce qui reste du Zhoulai à son royaume. Par la suite, Zhoulai devient une partie du fief du prince Ji Zha, le frère du roi Zhufan de Wu.
La ville de Zhoulai reste sous le contrôle direct du Wu jusqu'en 493 av. J.-C., date à laquelle son fidèle allié Cai est attaqué par le Chu. Le roi du Wu permit alors à Cai de se déplacer vers l'est et de se réinstaller à Zhoulai. Dès lors, le Cai est réduit à être un simple état client du Wu. À partir de cette date, Zhoulai est connue sous le nom de Xiacai, ce que l'on peu traduire par "Cai inférieur" . Après la destruction de l'état de Wu par celui de Yue en 473 av. J.-C., le Xiacai subsiste un temps, jusqu’en 447 av. J.-C., date à laquelle le Roi Hui de Chu l'envahit et l'annexe, intégrant à nouveau la ville de Zhoulai au Chu.